# Joseph Kergueris
Pour les articles homonymes, voir Kergueris.
Joseph Kergueris, né le 2 octobre 1938 à Hennebont (Morbihan), est une personnalité politique française. Membre de l'UDF, puis de l'UDI, il a notamment présidé le conseil général du Morbihan de 2004 à 2011 et a été sénateur du Morbihan de 2001 à 2011.

## Biographie
Diplômé de l'IGR-IAE de Rennes, il est maître de conférences en gestion, avant d'être élu sénateur du Morbihan le 23 septembre 2001.
Fondateur et premier directeur de l'Institut universitaire de technologie de Vannes de 1974 à 1982, un amphithéâtre, à son nom, est inauguré en 2014.
Joseph Kergueris est élu président du conseil général du Morbihan en 2004, succédant à Jean-Charles Cavaillé président du département depuis 1998. Il décide de ne pas se représenter aux élections cantonales de 2011.
Sénateur du Morbihan de 2001 à 2011, il est vice-président de la commission des affaires étrangères, de la défense et des forces armées du Sénat.
Auparavant membre de l'UDF, il souligne n'avoir jamais adhéré au MoDem. Il appartenait au "comité de pilotage" de "Rassembler les Centristes", le club de son collègue sénateur Jean Arthuis, devenu en 2009 le parti Alliance centriste.

## Anciens mandats
- Sénateur du Morbihan de 2001 à 2011.
- Conseiller régional de Bretagne de 1984 à 2001.
- Maire de Landévant de 1971 à 2004.
- Président de la Communauté de communes du pays d'Auray de 2002 à 2008.
- Président du Conseil général du Morbihan de 2004 à 2011.
- Conseiller général du canton de Pluvigner 1979 à 2011.